# 克里斯多福街-石墻車站
克里斯多福街-石墻車站（英語：Christopher Street - Stonewall station）是紐約地鐵IRT百老匯-第七大道線一個慢車地鐵站，位於曼哈頓克里斯多福街和第七大道南，設有1號線（任何時候停站）與2號線（僅深夜和週末停站）列車服務。車站原名「克里斯多福街-謝里登廣場車站」（英語：Christopher Street - Sheridan Square station）後為紀念鄰近石牆酒吧所爆發的石牆暴動，而於2024年6月28日更名為克里斯多福街-石墻車站。

## 車站結構
| 地面   | 街道層   | 出入口                                                                           |
| 月台層 | 岸式月臺 | 岸式月臺                                                                         |
| 月台層 | 北行慢車 | ← 往范科特蘭公園-242街 （14街） ← 深夜時段往威克菲爾德-241街 （14街）            |
| 月台層 | 北行快車 | ← 不停靠此站                                                                     |
| 月台層 | 南行快車 | → 不停靠此站 →                                                                   |
| 月台層 | 南行慢車 | → 往南碼頭 （豪斯頓街） → → 深夜時段往弗拉特布希大道-布魯克林學院 （豪斯頓街） → |
| 月台層 | 岸式月臺 |                                                                                  |

此地下車站於1918年7月1日啟用，設有兩個側式月台和四條軌道。兩條中央快車軌道由2號線與3號線於白天使用。
車站設有往紐約大學的指示牌。

## 延伸閱讀
- Lee Stokey. Subway Ceramics : A History and Iconography. 1994. ISBN 978-0-9635486-1-0

## 外部連結
- nycsubway.org—IRT West Side Line: Christopher Street/Sheridan Square
- nycsubway.org – The Greenwich Village Murals Artwork by Lee Brozgol (1994) （页面存档备份，存于）
- Station Reporter – 1 Train
- MTA's Arts For Transit – Christopher Street–Sheridan Square (IRT Broadway–Seventh Avenue Line)
- Christopher Street entrance from Google Maps Street View
- Sheridan Square entrance from Google Maps Street View
- Platforms from Google Maps Street View